# Diana Ross Presents the Jackson 5
Diana Ross Presents The Jackson 5 è l'album in studio di debutto del gruppo statunitense Jackson 5, pubblicato dall'etichetta Motown il 12 dicembre 1969.

## Descrizione

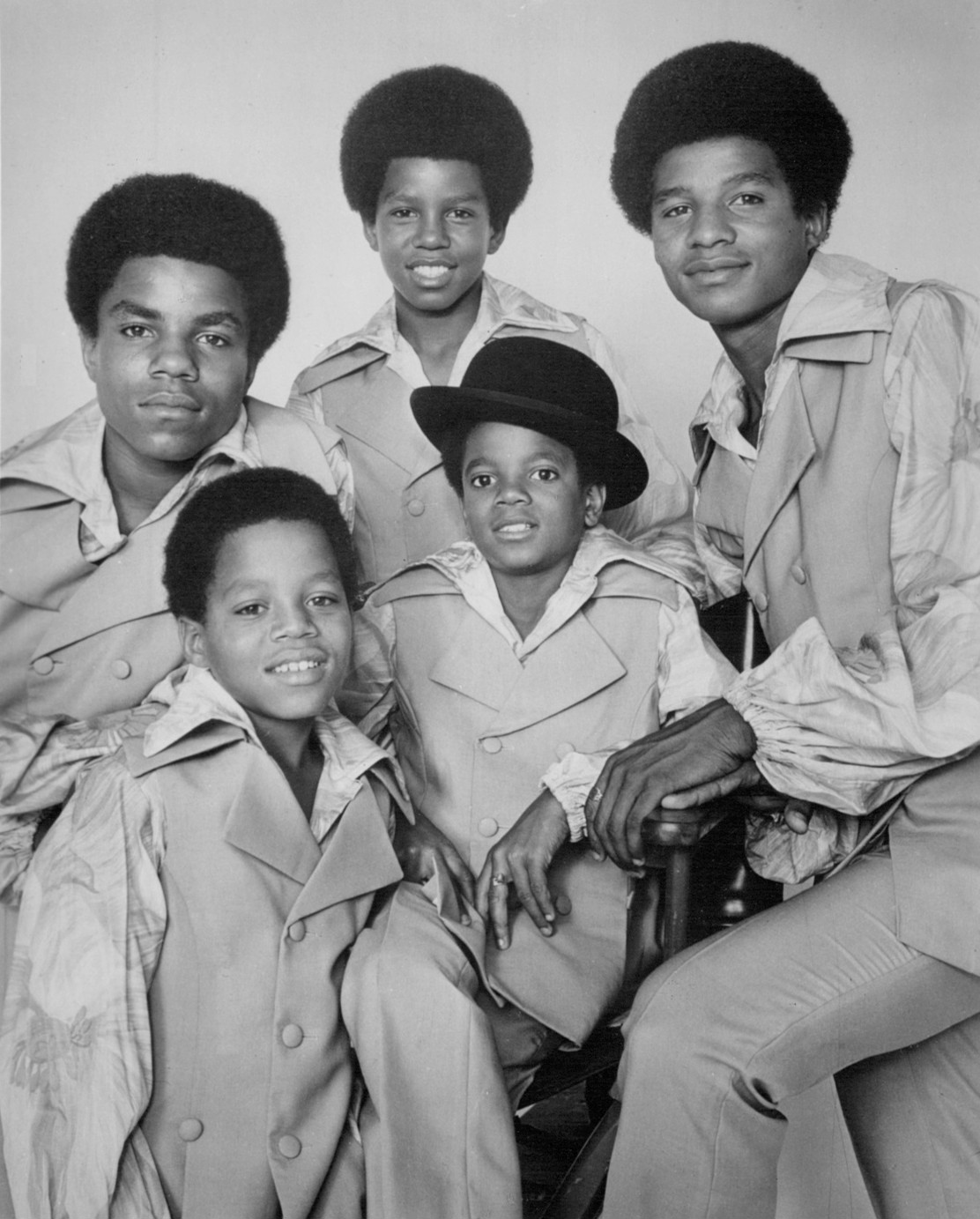
I Jackson 5 al loro debutto nel 1969

Fu il primo album di inediti pubblicato dal gruppo familiare statunitense di Gary, Indiana sotto l'etichetta Motown, dopo aver pubblicato un paio di singoli per l'etichetta di Gary, Steeltown Records, l'anno precedente. Questo album rese il leader del gruppo, un preadolescente Michael Jackson, e i suoi quattro fratelli maggiori, Jackie, Tito, Jermaine e Marlon, delle vere e proprie icone della musica pop statunitense.
Il titolo dell'album suggeriva che la star della Motown, Diana Ross, avesse scoperto e lanciato il gruppo, così come le note scritte dalla Ross sul retro della copertina, ma la presunta scoperta dei Jackson 5 da parte sua era in realtà parte del piano di marketing e promozione della Motown per i Jackson 5, essendo allora la Ross la cantante di maggior successo dell'etichetta; in realtà, come dichiarato dai fratelli stessi qualche anno dopo nel documentario The Legend Continues, e da Michael Jackson stesso nella sua autobiografia Moonwalk (entrambi del 1988), era stato il cantante Bobby Taylor, del gruppo The Vancouvers, a scoprirli e portarli all'attenzione di Berry Gordy, il patron della Motown, tant'è che Taylor fu anche il co-produttore dell'album. Joe Jackson, il padre e manager dei Jackson 5, ha ringraziato anche Gladys Knight, che avrebbe anch'essa chiamato i dirigenti della Motown e portato i Jackson 5 alla loro attenzione. Indipendentemente da ciò, Diana Ross ha abbracciato il ruolo che le era stato assegnato e ha contribuito a promuovere il gruppo anche dal vivo, presentando i fratelli in vari eventi pubblici e usandoli come gruppo spalla ai suoi concerti, in particolare aiutando a preparare il giovane Michael Jackson a diventare una star.

### Le  canzoni
Le canzoni selezionate da Berry Gordy e dal suo team di autori per l'album, spaziavano da alcune canzoni originali scritte appositamente per i fratelli Jackson, come il singolo I Want You Back, a molte cover di brani di altri artisti o tratti da colonne sonore di film, come le canzoni Zip-a-Dee-Doo-Dah, tratta dal film Disney I racconti dello zio Tom, Standing in the Shadows of Love dei Four Tops, My Cherie Amour di Stevie Wonder, Chained di Marvin Gaye, Who's Lovin' You dei The Miracles, (I Know) I'm Losing You dei Temptations e Stand! degli Sly & the Family Stone. La canzone You've Changed era invece una nuova versione di una loro stessa canzone che era stata pubblicata l'anno prima come B side del loro singolo di debutto alla Steeltown Records, Big Boy, e qui riarrangiata e riregistrata per l'occasione.

## Tracce

### Lato A
1. (Michael e Tito) – Zip-a-Dee-Doo-Dah – 3:17 (Ray Gilbert, Allie Wrubel)
2. (Michael e Jermaine) – Nobody – 2:53 (The Corporation)
3. (Michael, Jermaine, Jackie, Tito) – I Want You Back – 3:03 (The Corporation)
4. (Michael) – Can You Remember – 3:10 (Thom Bell, William Hart)
5. (Michael, Jermaine) – Standing in the Shadows of Love – 4:05 (Holland-Dozier-Holland)
6. (Michael) – You've Changed – 3:16 (Gordon Keith)

### Lato B
1. (Jermaine) – My Cherie Amour – 3:44 (Stevie Wonder, Sylvia Moy, Hank Cosby)
2. (Michael) – Who's Lovin' You – 4:05 (Smokey Robinson)
3. (Michael, Jermaine) – Chained – 2:54 (Frank Wilson)
4. (Jermaine) – (I Know) I'm Losing You – 2:16 (Norman Whitfield, Eddie Holland, Cornelius Grant)
5. (Michael, Jermaine) – Stand! – 2:30 (Sylvester Stewart)
6. (Michael, Jermaine) – Born to Love You – 2:38 (Ivy Jo Hunter, William "Mickey" Stevenson)

## Successo commerciale
Il primo, e unico, singolo estratto dall'album, I Want You Back (che conteneva come B side la cover di Who's Lovin' You di Smokey Robinson), divenne un successo da numero uno nella Billboard Hot 100 degli Stati Uniti. L'album raggiunse la quinta posizione nella classifica statunitense degli album e rimase nove settimane al numero uno nella classifica statunitense R&B/Black Albums.

## Classifiche
| Classifica (1969-1970) | Posizione massima |
| ---------------------- | ----------------- |
| Australia              | 17                |
| Canada                 | 10                |
| Regno Unito            | 16                |
| Stati Uniti            | 5                 |
| Stati Uniti (R&B)      | 1                 |